# Independent Group
L'Independent Group (ou IG), est constitué de critiques d'arts, d'artistes et d'architectes, et est connu pour avoir lancé le Pop Art en Angleterre, dans le milieu des années 1950. Ce terme "Pop Art" a d'ailleurs été utilisé pour la première fois par John McHale, un des membres fondateurs de l'IG, en 1954. Ce groupe d'architectes plutôt informels, de jeunes artistes de l'époque, de sculpteurs et de critiques étaient à la recherche d'un art bien moins traditionnel que celui des hautes sphères sociales ou de l'art primitif. Ils étaient déterminés à apporter à l'art de nouvelles idées et une nouvelle culture, nourrie des médias de masse et d'Hollywood.
Le groupe commença vers 1952, avec Reyner Banham à sa tête. Il fut nommé au comité représentatif de l'ICA (Institute of Contemporary Art, institut de l'art contemporain) en juillet 1953 comme représentant de l'Independent Group.
Mais submergé par son autre travail (écrivain et critique), il céda sa place à Lawrence Alloway et John McHale au début de l'année 1955. À cette époque, le groupe comptait parmi ses membres : le critique littéraire Lawrence Alloway, les architectes Alison et Peter Smithson, Richard Hamilton, William Turnbull, John McHale, Eduardo Paolozzi, Reyner Banham, Frank Cordell, Toni del Renzio et d'autres créateurs. 
En 1956, l'IG est massivement présent dans l'exposition This is Tomorrow.
Beaucoup de réunions et de discussions se tinrent à l'ICA londonien. Ces discussions tournaient autour de la culture populaire comme les films de Western, la science fiction, les panneaux d'affichages publicitaires, l'industrie et ses machines... Ils étaient les gardiens des valeurs profondes des cultures américaines et britanniques. 
Leurs discussions se centraient surtout autour de la culture de masse et de ses manifestations à l'intérieur du territoire américain; ils étudiaient et réfléchissaient beaucoup à différents concepts comme le futurisme, le surréalisme, le mouvement Bauhaus ou encore le Dadaïsme.
Le Pop Art (i.e. Popular Art) s’est construit autour du cercle intellectuel de l’Independent Group dans les années 1950 en Europe et au milieu des années 1960 pour les États-Unis. Ce groupe était composé des peintres Paolozzi et Hamilton, ainsi que du couple d’architecte Smithson et du critique d’art Lawrence Alloway. L'expression Pop art inventée par John McHale en 1954 est souvent attribuée à Lawrence Alloway. Ce terme prend appui sur la culture populaire de son temps en lui empruntant sa foi dans le pouvoir des images. L'IG a essentiellement fondé sa recherche théorique dans les avancées technologiques de son temps.

## L’expositionParallel of Life and Art
Parallel of Life and Artest une exposition organisée par cinq membres de l’Independent group : l'artiste Nigel Henderson, le sculpteur Eduardo Paolozzi, Alison et Peter Smithson et l'ingénieur Ronald Jenkins. La participation de ce dernier a tendance à être minorée actuellement alors qu’à l’époque elle fut essentielle. 
L’exposition s’ouvrit le 11 septembre 1953 à Londres, dans un petit local de Dover Street, monté dès 1947 par les membres de l’IG. 122 photographies en noir et blanc, disposées sur les murs et plafonds selon des inclinaisons différentes, tapissaient la petite salle. Le but était d’immerger le spectateur dans un réseau d'images où se côtoyaient des vues aériennes, microscopiques, macroscopiques, des photographies d’œuvres, des images du monde de l'art mais aussi du monde quotidien. Comme l’indique le titre de l’exposition, il s’agissait de montrer de manière singulière des objets de la vie banale.
Les photographies présentées provenaient des collections privées d'images réalisées par les membres de l'IG eux-mêmes. Les artistes collectaient dans des albums, des scratch books,  des images variées, souvent issues de la publicité, de la société de consommation. L’exposition a été réalisée à partir de toutes ces bases de données personnelles sélectionnées pour former une base de données commune. Les images étaient classées en 18 catégories (anatomie, architecture, art, calligraphie, année 1901, paysage, mouvement,  nature, primitivisme, échelle humaine, distorsion, tenségrité, football, science-fiction, médecine, géologie, métal, céramique) et l'on pouvait les retrouver dans le catalogue de l’exposition. 
Le groupe continua à se retrouver jusqu'en 1962, quand John McHale, un des membres fondateurs, partit pour les États-Unis.
Ce mouvement va s’imposer et deviendra un art culte pour les collectionneurs, le public et les revues. Le Pop Art est basé sur le mode de l’ironie, comme le peintre anglais Hamilton nous décrit sa production artistique « Populaire, éphémère, jetable, bon marché, produit en masse, spirituel, sexy, plein d’astuces, fascinant et qui rapporte gros. » Cet art à un abord facile et amusant, ce qui permet au spectateur de saisir le contenu plus aisément, cet art est souvent perçu de manière superficielle par le public, il a une influence sur celui-ci, par rapport leurs changements d’attitudes envers les arts, matériaux picturaux et les sujets, on peut donc dire que ce mouvement a modifié notre vision du monde. Le Pop Art ne sera médiatisé qu’à partir de 1960-1965.
On attribue aussi à l'Independent Group d'avoir crée une version alternative du Modernisme, une version qui à l'heure actuelle est considérée comme ayant eu une grande influence sur le mouvement post-moderniste.